# Mesosa angusta
Mesosa angusta är en skalbaggsart som beskrevs av J. Linsley Gressitt 1951. Mesosa angusta ingår i släktet Mesosa och familjen långhorningar. Inga underarter finns listade i Catalogue of Life.